# ماتسودایرا ایه‌تادا
ماتسودایرا ایه‌تادا (به ژاپنی: 松平 家忠 Matsudaira Ietada)؛ ۱۵۴۷ – ۸ سپتامبر ۱۶۰۰) یک سیاست‌مدار اهل ژاپن بود. یادداشت‌های روزانه او بنام خاطرات ایه‌تادا  یک منبع بسیار مهم برای تحقیق در مورد وقایع دوره سنگوکو است.